# Teoria dell'oceano su Marte

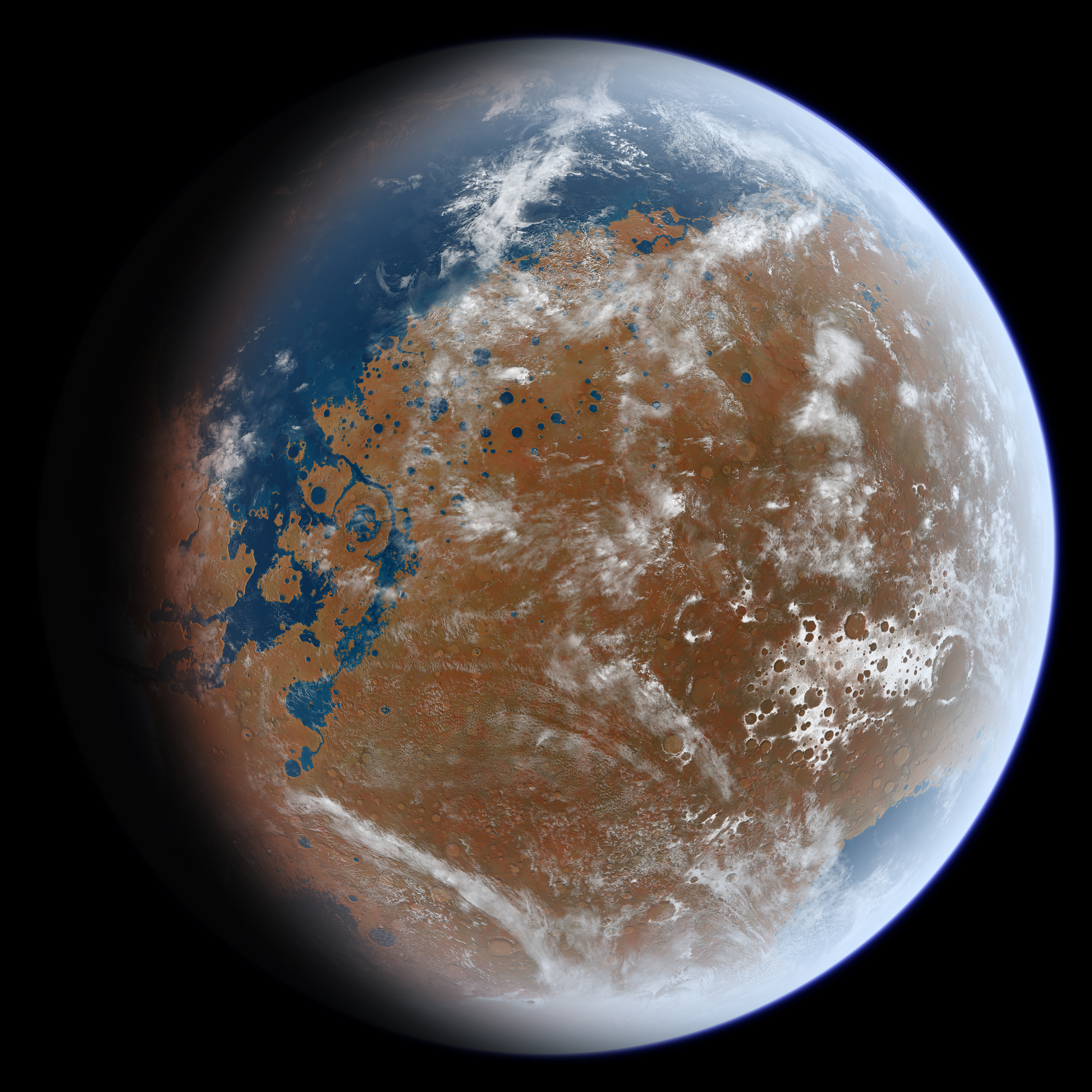
Una rappresentazione artistica dell'antico Marte e dei suoi oceani basata su dati geologici.

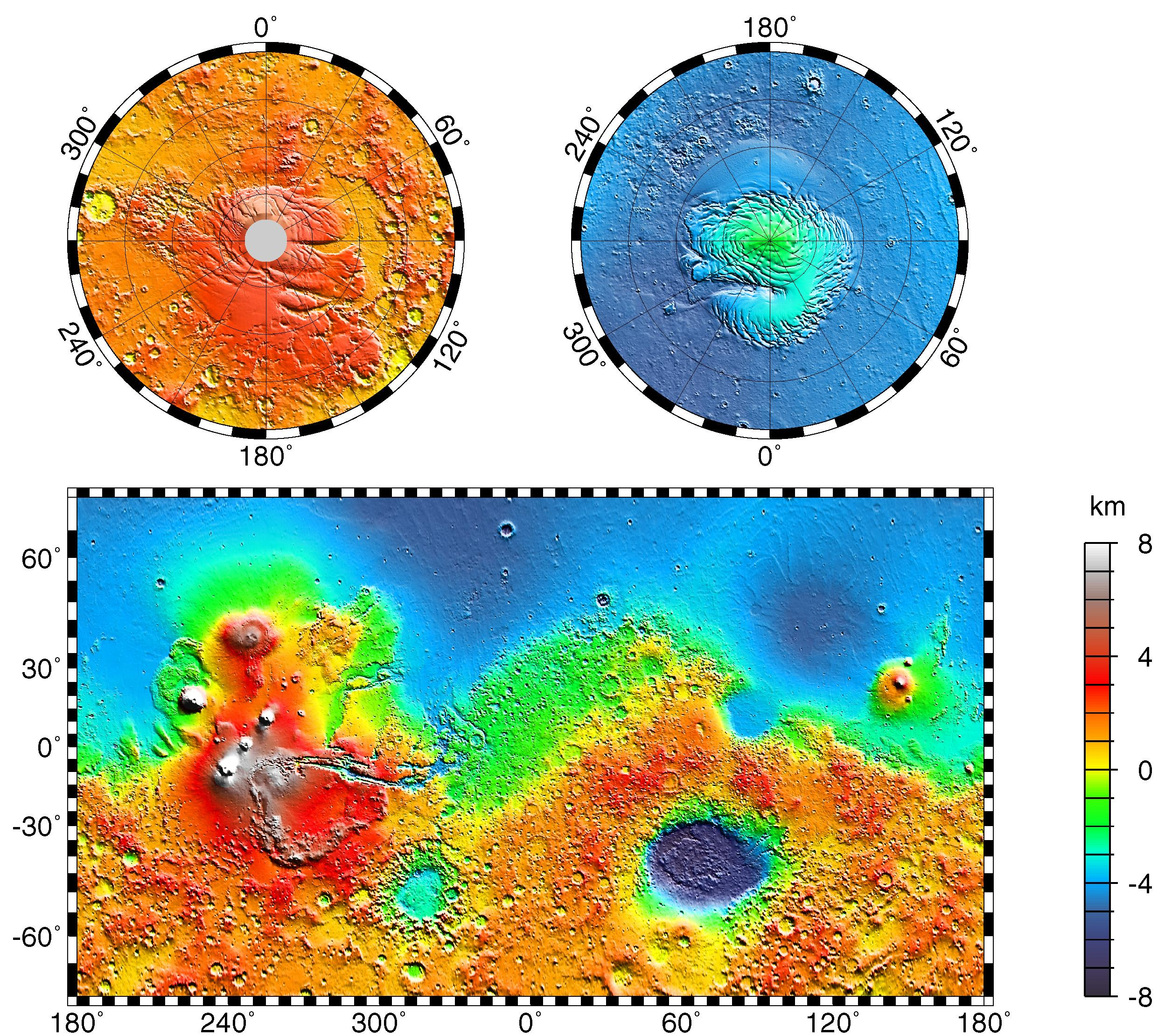
Si ritiene che la regione blu a bassa topografia nell'emisfero settentrionale marziano sia stata il sito di un oceano primordiale di acqua liquida.

La teoria dell'oceano su Marte suggerisce che, nelle prime fasi della sua storia geologica, quasi un terzo della superficie del pianeta fosse ricoperto da un vasto oceano di acqua liquida. Questo oceano primordiale, noto come Paleo-Oceano o Oceanus Borealis, si sarebbe esteso nel bacino di Vastitas Borealis, una regione situata nell'emisfero settentrionale a circa 4–5 km sotto il livello medio di elevazione del pianeta, tra 4,1 e 3,8 miliardi di anni fa. Le evidenze a sostegno di questa ipotesi includono formazioni geografiche che somigliano a linee di costa e le proprietà chimiche rilevate nel suolo e nell'atmosfera marziana. Per permettere la presenza di acqua liquida in superficie, Marte avrebbe dovuto avere un'atmosfera più densa e un clima significativamente più caldo rispetto a quello attuale.

## Storia delle osservazioni
Le immagini raccolte dagli orbiter Viking nel 1976 hanno rivelato due possibili antiche linee di costa vicino al polo marziano, denominate Arabia e Deuteronilus, che si estendono per migliaia di chilometri. Numerosi tratti della geografia attuale di Marte suggeriscono l'esistenza di un oceano primordiale. Reti di canaloni che confluiscono in canali più grandi sembrano indicare un'erosione causata da un agente liquido, simile agli antichi letti di fiumi sulla Terra. Enormi canali, che raggiungono larghezza di fino a 25 km e profondità di diverse centinaia di metri, sembrano convogliare il flusso proveniente da acquiferi sotterranei nelle pianure settentrionali partendo dagli altipiani meridionali. Inoltre, gran parte dell'emisfero settentrionale di Marte si trova a un'elevazione significativamente più bassa rispetto al resto del pianeta, una caratteristica nota come dicotomia marziana, ed è incredibilmente pianeggiante.
Queste osservazioni hanno spinto molti ricercatori a cercare tracce di antiche linee costiere, accrescendo la possibilità che un oceano simile sia realmente esistito. Nel 1987, John E. Brandenburg avanzò l'ipotesi di un oceano primordiale su Marte, che chiamò Paleo-Oceano. L'idea di un oceano marziano è di grande rilevanza poiché la presenza di vasti corpi di acqua liquida nel passato avrebbe avuto un impatto significativo sul clima antico di Marte, sul suo potenziale di abitabilità e sulle implicazioni per la ricerca di tracce di vita passata sul pianeta.
A partire dal 1998, gli scienziati Michael Malin e Kenneth Edgett iniziarono a indagare utilizzando fotocamere ad alta risoluzione a bordo del Mars Global Surveyor, con una definizione da cinque a dieci volte superiore a quella delle sonde Viking. L'obiettivo era esaminare aree che, secondo la letteratura scientifica, avrebbero potuto mostrare antiche linee costiere. Tuttavia, le loro analisi si rivelarono, nel migliore dei casi, inconcludenti. Rilevarono infatti che le presunte linee costiere variavano di altitudine per diversi chilometri, alternando picchi e depressioni lungo migliaia di chilometri. Queste osservazioni sollevarono dubbi sull'ipotesi che tali caratteristiche potessero effettivamente rappresentare tracce di una costa scomparsa, contribuendo a far emergere argomenti contro l'esistenza di linee costiere (e di oceani) su Marte.
Nel 1999, il Mars Orbiter Laser Altimeter (MOLA) ha misurato con precisione l'altitudine di tutte le aree di Marte, determinando che il bacino idrografico di un ipotetico oceano marziano avrebbe coperto circa tre quarti della superficie del pianeta. Nel 2005, uno studio ha analizzato la distribuzione unica di crateri al di sotto dei 2400 metri di altitudine nella regione di Vastitas Borealis, suggerendo che i processi di erosione in quest'area coinvolgessero significative quantità di sublimazione. Inoltre, un antico oceano in questa posizione avrebbe contenuto un volume stimato di 6 × 107 km³ di acqua.
Nel 2007, Taylor Perron e Michael Manga hanno proposto un modello geofisico che, tenendo conto del fenomeno del true polar wander (lo spostamento dei poli reali) causato dalla redistribuzione della massa dovuta al vulcanismo, suggerisce che le linee costiere marziane, ipotizzate per la prima volta nel 1987 da John E. Brandenburg, soddisfano i criteri richiesti. Secondo questo modello, le irregolarità osservate nelle altitudini delle linee costiere possono essere spiegate dal movimento dell'asse di rotazione di Marte. Poiché la forza centrifuga tende a far rigonfiare gli oggetti di grandi dimensioni all'equatore (rigonfiamento equatoriale), il fenomeno del polar wander potrebbe aver causato variazioni nell'altitudine delle coste, simili a quelle osservate. Tuttavia, il modello non fornisce spiegazioni sul motivo per cui l'asse di rotazione di Marte si sia spostato rispetto alla sua crosta.
Una ricerca pubblicata nel 2009 ha rivelato una densità di canali fluviali su Marte molto maggiore di quanto precedentemente ipotizzato. Le regioni marziane con la maggiore concentrazione di valli fluviali sono simili a quelle terrestri. Per questa analisi, è stato sviluppato un programma informatico in grado di identificare valli, ricercando strutture a forma di «U» nei dati topografici. La grande quantità di reti vallive supporta fortemente l'ipotesi che in passato su Marte ci siano state piogge. Il modello globale delle valli marziane potrebbe essere spiegato dalla presenza di un vasto oceano nell'emisfero settentrionale. Un grande oceano settentrionale giustificherebbe il limite meridionale delle reti vallive, poiché le regioni più a sud di Marte, più lontane dal bacino d'acqua, avrebbero ricevuto poche precipitazioni, impedendo lo sviluppo di valli. La diminuzione delle piogge verso sud spiegherebbe inoltre perché le valli marziane diventano progressivamente meno profonde man mano che ci si sposta da nord a sud.
Uno studio del 2010 sui delta marziani ha rivelato che diciassette di essi si trovano all’altitudine corrispondente alla linea di costa proposta per un ipotetico oceano marziano. Questo risultato supporta l'ipotesi che tali delta si siano formati lungo il margine di un grande corpo d'acqua. Inoltre, una ricerca presentata a una conferenza planetaria in Texas ha suggerito che il complesso a ventaglio di Hypanis Valles rappresenti un delta, caratterizzato da più canali e lobi, formato sul bordo di un vasto corpo d'acqua stazionario, che si pensa fosse un oceano settentrionale. Questo delta si trova proprio al confine tra le pianure settentrionali e gli altopiani meridionali, nei pressi di Chryse Planitia.
Nel 2012, una ricerca basata sui dati raccolti dal radar MARSIS a bordo dell'orbiter Mars Express ha fornito ulteriori prove a favore dell'ipotesi di un antico e vasto oceano nell'emisfero settentrionale di Marte. Lo strumento ha rilevato una costante dielettrica della superficie marziana simile a quella di depositi sedimentari a bassa densità o a grandi accumuli di ghiaccio sotterraneo, o una combinazione di entrambi. I valori osservati non corrispondono a quelli tipici di una superficie ricca di lava, suggerendo che l'area potrebbe essere stata modellata da processi legati alla presenza di acqua piuttosto che da attività vulcanica.
Nel marzo del 2015, gli scienziati hanno annunciato di aver trovato ulteriori prove a sostegno dell'esistenza di un antico volume d'acqua su Marte che potrebbe aver formato un oceano, probabilmente nell'emisfero settentrionale, con dimensioni simili a quelle dell'Oceano Artico. Questa scoperta si basa sul rapporto tra acqua e deuterio nell'atmosfera marziana attuale, rispetto ai valori riscontrati sulla Terra, ottenuti tramite osservazioni telescopiche. Nei depositi polari di Marte è stato rilevato un contenuto di deuterio otto volte superiore rispetto a quello terrestre (VSMOW), suggerendo che in passato Marte avesse livelli d'acqua molto più alti. Il valore atmosferico medio ottenuto dalle mappe (7 VSMOW) non è influenzato dagli effetti climatici locali, come quelli misurati dai rover, e le osservazioni telescopiche sono coerenti con l'arricchimento di 5-7 VSMOW rilevato dal rover Curiosity nel cratere Gale. Già nel 2001, uno studio condotto dal Far Ultraviolet Spectroscopic Explorer della NASA aveva suggerito la presenza di abbondanti riserve d'acqua su Marte nel suo periodo primordiale, basandosi sul rapporto tra idrogeno molecolare e deuterio nell'atmosfera superiore del pianeta. Ulteriori prove di un'atmosfera più densa, che avrebbe reso più probabile la presenza di un oceano, provengono dalla missione della sonda MAVEN, che ha raccolto dati dall'orbita marziana. Bruce Jakosky, principale autore di un articolo pubblicato su Science, ha dichiarato: «Abbiamo determinato che la maggior parte del gas presente nell'atmosfera marziana è andato perduto nello spazio». Questa conclusione si basa sull'analisi di due diversi isotopi del gas argon.
La durata durante la quale questo corpo d'acqua rimase liquido su Marte è ancora sconosciuta, soprattutto considerando l'elevata efficienza dell'effetto serra necessaria per mantenere l'acqua allo stato liquido a una distanza dal Sole di 1,4-1,7 UA. Si ritiene ora che i canyon fossero originariamente pieni d'acqua e che, verso la fine del Periodo Noachiano, l'oceano marziano sia scomparso, con la superficie che si congelò per circa 450 milioni di anni. Successivamente, circa 3,2 miliardi di anni fa, il magma sotto i canyon riscaldò il suolo, sciogliendo i materiali ghiacciati e generando vasti sistemi di fiumi sotterranei che si estendevano per centinaia di chilometri. Quest'acqua riemerse sulla superficie arida sotto forma di enormi inondazioni.
Nel maggio del 2016, nuove prove a sostegno dell'esistenza di un vasto oceano settentrionale su Marte sono state pubblicate. Un ampio team di scienziati ha documentato come alcune aree della superficie nel quadrilatero di Ismenius Lacus siano state alterate da due tsunami causati dall'impatto di asteroidi sull'oceano marziano. Entrambi gli impatti sono stati sufficientemente potenti da creare crateri di circa 30 km di diametro. Il primo tsunami sollevò e trasportò massi delle dimensioni di automobili o piccole case, e il riflusso delle onde riorganizzò questi massi formando canali. Il secondo tsunami si verificò quando il livello dell'oceano era più basso di circa 300 metri, e trasportò una grande quantità di ghiaccio che si depositò nelle valli. Le stime indicano che l'altezza media delle onde fosse di 50 metri, con variazioni che andavano dai 10 ai 120 metri. Le simulazioni numeriche suggeriscono che, in quest'area dell'oceano, due crateri di 30 km di diametro si sarebbero formati ogni 30 milioni di anni, il che implica che un vasto oceano settentrionale potrebbe essere esistito per milioni di anni. Un argomento contro l'ipotesi dell'oceano marziano era la mancanza di tracce evidenti di linee costiere. Tuttavia, queste potrebbero essere state cancellate da eventi come gli tsunami descritti. Le aree di Marte analizzate in questo studio includono Chryse Planitia e la parte nord-occidentale di Arabia Terra. Gli tsunami hanno interessato anche le superfici nei quadrilateri di Ismenius Lacus e Mare Acidalium. Inoltre, l'impatto che ha creato il cratere Lomonosov è stato identificato come una probabile origine delle onde di tsunami.

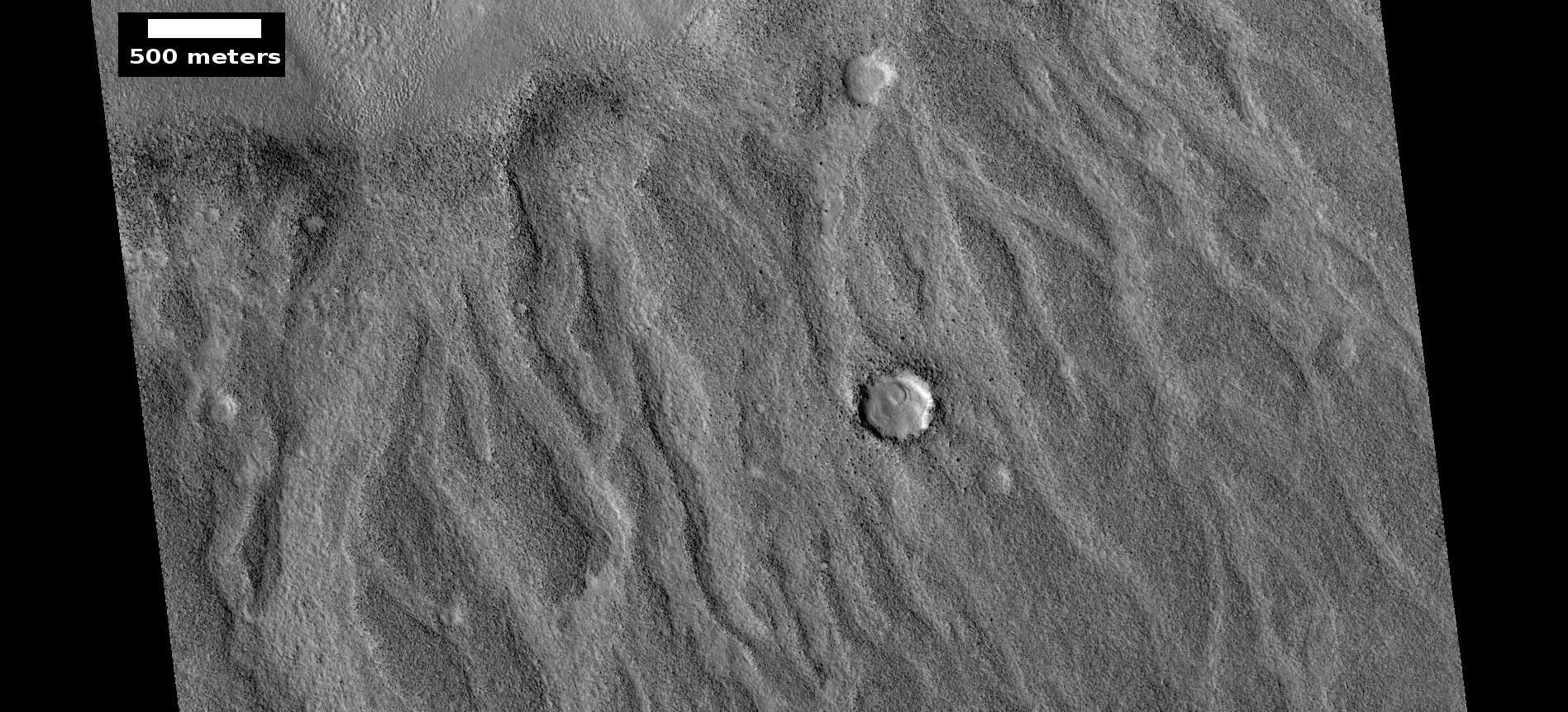
Canali formati dal riflusso di tsunami, osservati tramite HiRISE. Gli tsunami sono stati probabilmente causati dall'impatto di asteroidi sull'oceano.
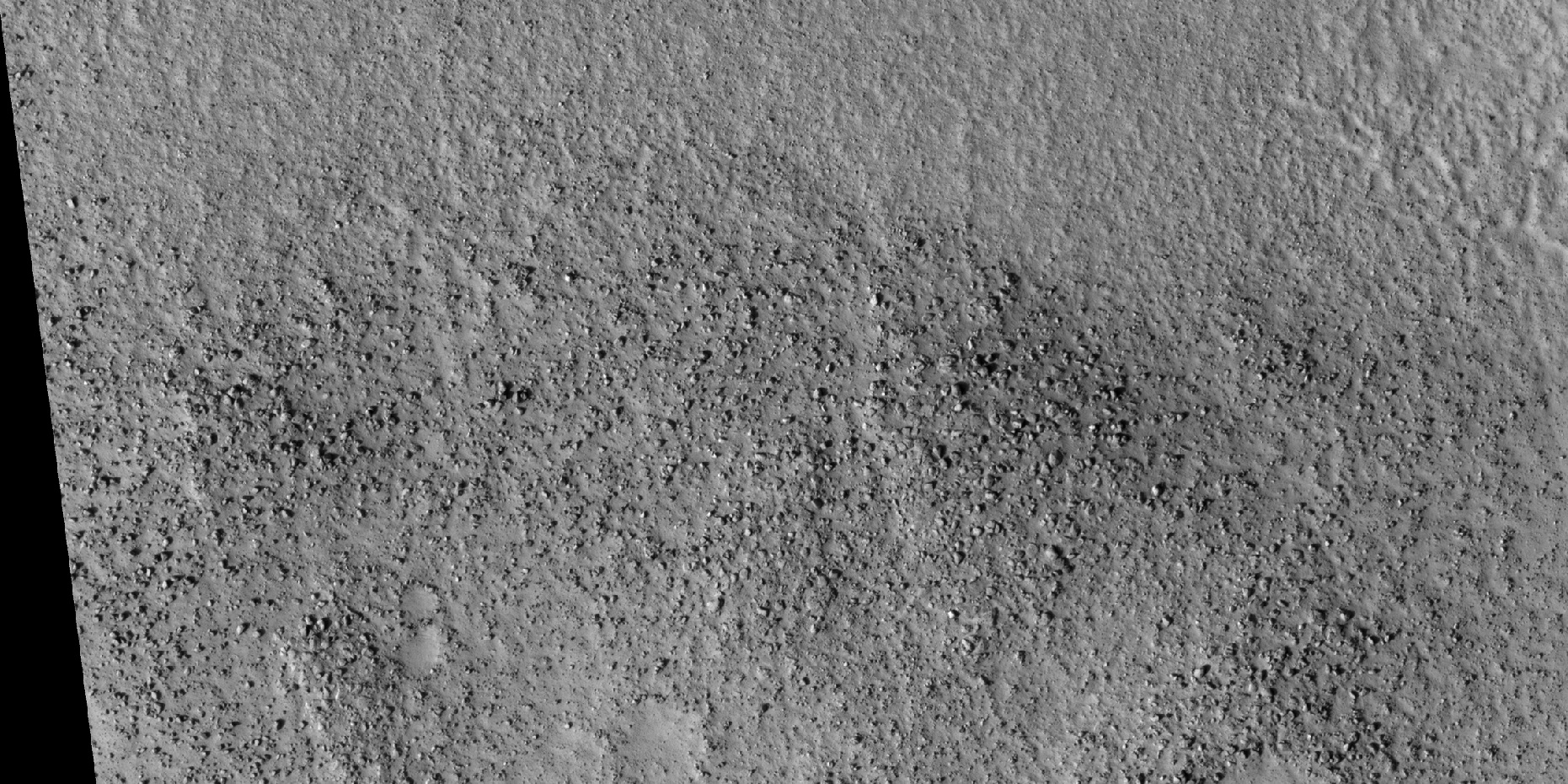
Massi sollevati, trasportati e depositati dagli tsunami, osservati tramite HiRISE. I massi hanno dimensioni comprese tra quelle di automobili e case.
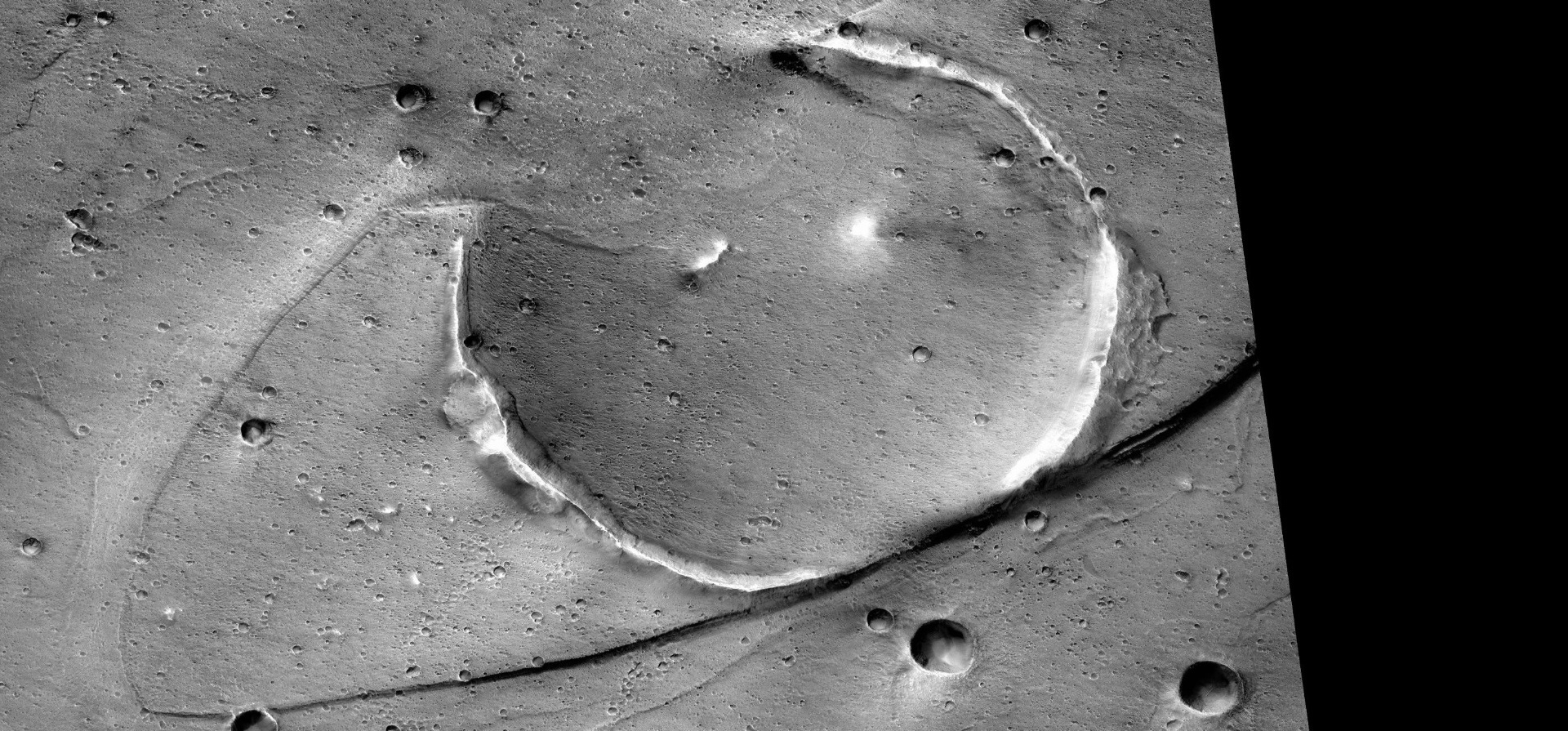
Promontorio affusolato eroso da uno tsunami, osservato tramite HiRISE.

Uno studio del 2017 ha stimato che il volume d'acqua necessario per formare le reti vallive, i canali di deflusso e i depositi deltizi su Marte superasse quello di un ipotetico oceano marziano. Il volume di tale oceano è stato stimato in un intervallo che varia da un equivalente globale di 3 metri fino a circa 2 chilometri di spessore d'acqua (GEL, Global Equivalent Layer), suggerendo una presenza significativa di acqua su Marte nel passato.
Nel 2018, un gruppo di scienziati ha ipotizzato che gli oceani marziani si siano formati molto presto nella storia del pianeta, contemporaneamente o addirittura prima della crescita della regione vulcanica di Tharsis. In questo scenario, gli oceani avrebbero avuto una profondità inferiore rispetto a quanto precedentemente stimato, poiché le strutture vulcaniche di Tharsis non avevano ancora generato bacini profondi. Inoltre, la crescita di Tharsis avrebbe reso irregolari le linee costiere degli oceani. Durante le eruzioni vulcaniche, enormi quantità di gas furono rilasciate nell'atmosfera, contribuendo a un effetto serra che avrebbe permesso la presenza di acqua liquida.
Nel luglio 2019, nuove ipotesi hanno fornito ulteriore sostegno all'esistenza di un antico oceano su Marte, ipotizzando che si sia formato in seguito a un mega-tsunami causato dall'impatto di un meteorite che creò il cratere Lomonosov.
Nel gennaio 2022, uno studio sul clima di Marte risalente a 3 miliardi di anni fa ha dimostrato che un oceano avrebbe potuto essere stabile grazie a un ciclo dell'acqua chiuso. Secondo questa ricerca, il flusso di ritorno d'acqua, sotto forma di ghiaccio proveniente dai rilievi glaciali verso l'oceano, era di intensità inferiore rispetto a quello della Terra durante l'ultimo massimo glaciale. Per la prima volta, il modello climatico ha incluso una simulazione della circolazione oceanica, evidenziando che questa avrebbe impedito il congelamento completo dell'oceano. I risultati sono coerenti con le caratteristiche geomorfologiche osservate, identificate come antiche valli glaciali.
Nel 2022, uno studio pubblicato nel Journal of Geophysical Research: Planets da Benjamin T. Cardenas e Michael P. Lamb ha identificato accumuli di sedimenti che suggeriscono la probabile presenza di un vasto oceano settentrionale nel lontano passato di Marte.

## Ipotesi

### Clima primordiale di Marte
La presenza di acqua liquida sulla superficie di Marte richiede un'atmosfera più calda e più densa rispetto a quella attuale. Attualmente, la pressione atmosferica marziana supera il punto triplo dell'acqua (6,11 hPa) solo nelle aree più basse del pianeta; a quote più elevate, l'acqua può esistere esclusivamente in forma solida o come vapore. Inoltre, la temperatura media annuale sulla superficie di Marte è inferiore a 210 K (-63 °C), ben al di sotto del punto necessario per mantenere l'acqua allo stato liquido. Tuttavia, nelle fasi iniziali della sua storia, Marte potrebbe aver avuto condizioni climatiche più favorevoli.

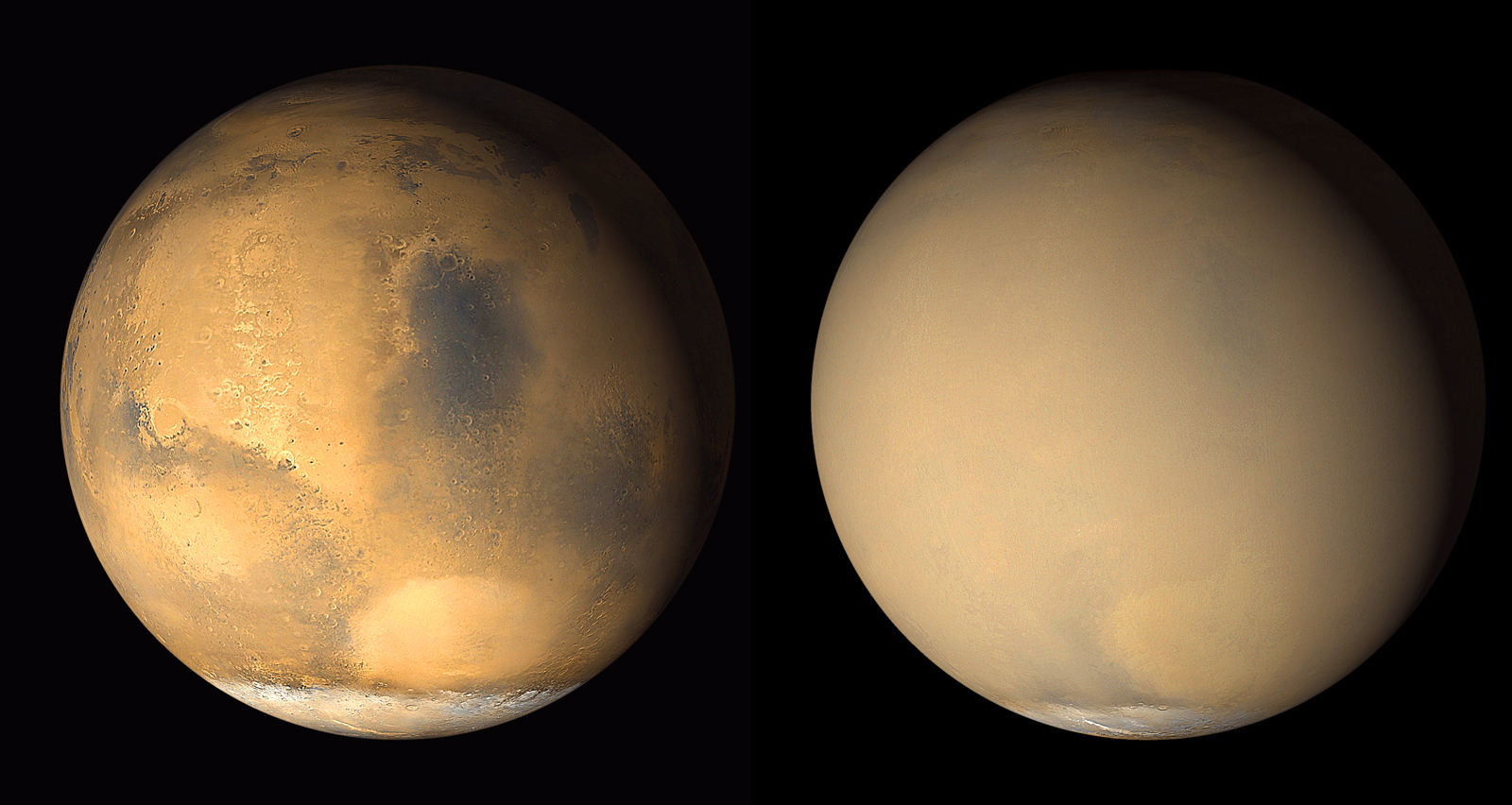
L'aspetto solito di Marte nel giugno 2001 (a sinistra) e durante una tempesta globale di polvere nel luglio 2001 (a destra), osservato dal Mars Global Surveyor.

Nella sua storia primordiale, Marte possedeva un'atmosfera di anidride carbonica con una pressione simile a quella attuale della Terra (circa 1000 hPa). Nonostante un Sole più debole, l'effetto serra generato da questa densa atmosfera, potenziato da piccole quantità di metano o dall'isolamento termico fornito dalle nubi di ghiaccio di anidride carbonica, potrebbe aver portato la temperatura media superficiale sopra il punto di congelamento dell'acqua. Col tempo, l'atmosfera di Marte si è significativamente ridotta, a causa di processi di sequestrazione nel suolo sotto forma di carbonati e della perdita nello spazio. Quest'ultima è stata favorita dallo sputtering, un fenomeno causato dall'interazione tra il vento solare e un'atmosfera priva di una magnetosfera forte. Uno studio condotto con il Mars Reconnaissance Orbiter ha suggerito che circa il 10% della perdita d'acqua di Marte sia stato provocato dalle tempeste di polvere. Queste tempeste trasportano vapore acqueo ad altitudini elevate, dove la luce ultravioletta del Sole scinde le molecole d'acqua attraverso la fotodissociazione. L'idrogeno liberato sfugge poi nello spazio, contribuendo alla progressiva perdita di acqua.
L'inclinazione assiale di Marte varia significativamente nel corso della sua storia geologica, influenzando profondamente il clima. Uno studio del 2022, condotto da Schmidt et al., ha mostrato che la presenza di un oceano in circolazione avrebbe potuto mitigare gli effetti di queste variazioni. La circolazione dell'oceano avrebbe trasferito il calore dalle regioni più calde a quelle più fredde (generalmente dalle latitudini medie verso i poli), riducendo l'impatto delle oscillazioni dell'inclinazione assiale sul clima globale.

### Chimica
La chimica può fornire importanti indizi sulle proprietà di Oceanus Borealis. Con un'atmosfera marziana composta prevalentemente da anidride carbonica, ci si aspetterebbe di trovare abbondanti tracce di minerali carbonatici sulla superficie, come residui della sedimentazione di un antico oceano. Tuttavia, le missioni spaziali su Marte non hanno ancora individuato una quantità significativa di carbonati. Una spiegazione plausibile è che gli oceani primitivi di Marte fossero acidi, una condizione che avrebbe impedito la formazione di carbonati. Inoltre, la correlazione positiva tra fosforo, zolfo e cloro nel suolo marziano, osservata in due siti di atterraggio, suggerisce che tali elementi siano stati miscelati in un grande serbatoio acido. Anche i depositi di ematite, rilevati dal Thermal Emission Spectrometer (TES), sono considerati una prova della presenza passata di acqua liquida. L'ematite, infatti, può formarsi in ambienti acquosi, fornendo un ulteriore indizio della complessa interazione tra acqua e chimica nei primi miliardi di anni della storia di Marte.

### Il destino dell'oceano
La teoria di un vasto oceano primordiale su Marte solleva interrogativi sul destino della sua acqua. Con il progressivo raffreddamento del clima marziano, la superficie dell'oceano potrebbe essersi congelata. Una delle ipotesi più accreditate suggerisce che parte di quest'acqua potrebbe ancora esistere sotto forma di ghiaccio, sepolta sotto uno strato di rocce, detriti e polvere nella pianura settentrionale di Vastitas Borealis. Un'altra possibilità è che l'acqua sia stata assorbita nella criopausa del sottosuolo, una zona perennemente ghiacciata. In alternativa, l'acqua potrebbe essere stata gradualmente persa nell'atmosfera attraverso il processo di sublimazione e, successivamente, dispersa nello spazio. Questo fenomeno di perdita atmosferica, noto come sputtering, è causato dall'interazione tra il vento solare e l'atmosfera rarefatta di Marte, che non dispone di una magnetosfera sufficientemente forte per trattenere i gas atmosferici.

## Ipotesi alternative
L'esistenza di un oceano primordiale su Marte resta un argomento dibattuto tra gli scienziati. Il Mars Reconnaissance Orbiter', tramite il suo strumento di imaging ad alta risoluzione HiRISE, ha individuato grandi massi nell'area del presunto antico fondale oceanico, dove ci si aspetterebbe invece sedimenti fini. Tuttavia, una possibile spiegazione è che questi massi siano stati depositati da iceberg, un processo analogo a quello osservato sulla Terra. L'interpretazione di alcune caratteristiche della superficie marziana come antiche linee di costa è stata messa in discussione. Alcuni ricercatori sostengono che queste caratteristiche potrebbero essere state modellate da altri processi geologici o climatici, riducendo la certezza sull'esistenza di un oceano marziano.
Inoltre, uno studio pubblicato nel settembre 2021, basato sul confronto degli isotopi di potassio trovati nelle rocce di diversi corpi celesti, ha ipotizzato che la bassa gravità superficiale di Marte potrebbe non aver permesso al pianeta di trattenere abbastanza acqua per formare un vasto oceano.
Teorie alternative sono state proposte per spiegare la formazione dei canaloni e delle reti vallive osservati sulla superficie marziana. Queste includono l'erosione causata dal vento, l'azione del diossido di carbonio liquido e persino la presenza di metanolo liquido.
La conferma o la smentita definitiva dell'ipotesi dell'oceano marziano dipenderà dalle future missioni di esplorazione su Marte e dall'acquisizione di nuove prove osservative.